# Spirometra erinaceieuropaei
Spirometra erinaceieuropaei ist ein Vertreter der Bandwürmer, der vor allem im Mittelmeerraum und in Ostasien verbreitet ist. Er ist bis zu 75 cm lang und 8 mm breit. Der Scolex ist löffel- bis fingerförmig. Die geschlechtsreifen Bandwurmglieder sind länglich mit einfachen an der Unterseite befindlichen Genitalporen. Der Uterus weist fünf rosettenartige Windungen auf und befindet sich im Zentrum des Bandwurmgliedes. Seine Öffnung befindet sich hinter dem Genitalporus.
S. erinaceieuropaei parasitiert im Dünndarm von Raubtieren. Als erster Zwischenwirt dienen Ruderfußkrebse, in denen sich das Procercoid bildet. Als zweiter Zwischenwirt fungieren Frösche, Vögel und Schlangen. In ihnen bildet sich das Plerozerkoid. Zwischen der Infektionskette zum Endwirt können Transportwirte wie Mensch, Schweine und Igel eingeschoben sein, in denen sich das infektiöse zweite Larvenstadium als sogenanntes Sparganum in der Muskulatur (Sparganose) oder dem Gehirn einnistet. Der Bandwurm zählt daher zu den Zoonoseerregern.